# Cam Gigandet
Pour les articles homonymes, voir Gigandet.
Cam Joslin Gigandet (prononcé ʒːɡɑːnˈdɛ/) est un acteur américain, né le 16 août 1982 à Tacoma, État de Washington.
Dans un premier temps, il se fait connaître à la télévision pour son rôle de Kevin Volchok dans les saisons 3 et 4 de la série télévisée Newport Beach (2005-2006). Fort de ce succès, il décroche divers rôles au cinéma, dans des longs métrages comme le blockbuster fantastique à succès Twilight, chapitre I : Fascination (2008), le film de science fiction Pandorum (2009) ou encore le film d'action Never Back Down (2008).
Il enchaîne les projets, en étant notamment à l’affiche de The Experiment (2010), la comédie musicale Burlesque (2010), le thriller The Roommate (2011), le film de science fiction Priest (2011) ainsi que du thriller érotique Plush (2013) et du film d'action Red Sky (2014).
Il tente un retour à la télévision, dans le rôle principal de la série judiciaire Reckless : La Loi de Charleston mais la série est rapidement annulée. Et c'est finalement grâce à un second rôle au cinéma, pour le western Les Sept Mercenaires (2016) qu'il connaît un bref regain. Il est l'un des rôles principaux de la série dramatique Ice (2016-2018).

## Biographie

### Jeunesse et formation
Fils de Kim et Jay Gigandet, copropriétaire de la franchise The Rock Pizza, il a une sœur, Kelsie, coiffeuse.
Après avoir été diplômé de l'Auburn Senior High School à Auburn (Washington), en 2001, il a déménagé en Californie où il y fréquente le Collège Santa Monica.
Son nom de famille est d'origine française et lui vient de deux de ses arrière-arrière-arrière-grands-parents paternels, Vincent Gigandet et Mary Humbert, qui étaient français et immigrèrent dans l'Ohio dans les années 1850. Les autres ascendances de Cam sont anglaise, finnoise, allemande, suédoise et néerlandaise.

### Carrière

#### Débuts télévisuels et percée au cinéma

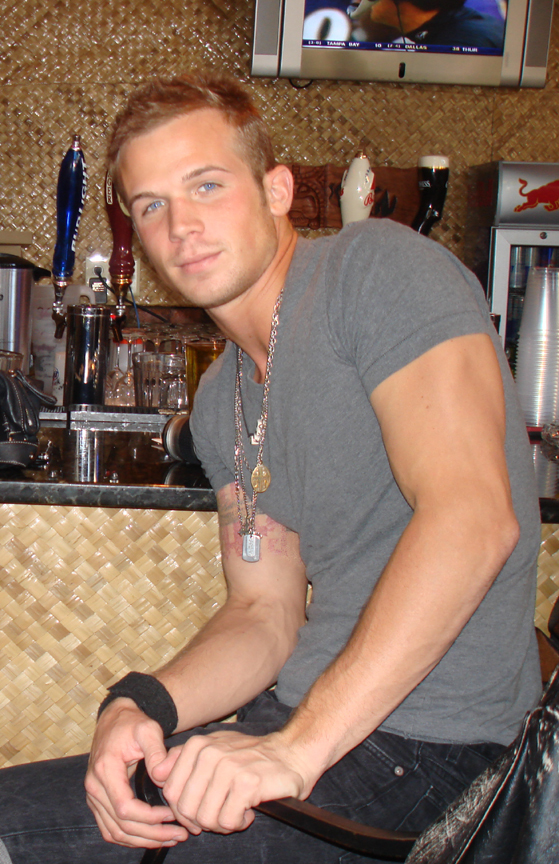
L'acteur photographié en 2006.

Cam Joslin Gigandet entre dans le monde de la télévision en 2003 lorsqu'il interprète le rôle de Mark Young dans un épisode de la saison 4 des Experts intitulé Canicule. Dès lors, il va enchaîner les rôles furtifs à la télévision dans des séries telles que Les Feux de l'amour ou encore Jack et Bobby mais c'est son rôle de Kevin Volchok dans la série Newport Beach qui va l'imposer finalement au monde du cinéma.
Cam Gigandet commence alors à tourner dans de petits films indépendants et quelques courts métrages à l'exemple de Mistaken en 2004 ou encore Who's Your Caddy? en 2007.
En 2008, il est à l'affiche du film Never Back Down qui leur vaudra, à lui et à Sean Faris, le trophée du Meilleur combat aux MTV Movie Awards de 2008.
Peu à peu, Cam s'impose dans de plus grandes productions telles que Twilight, chapitre I : Fascination, adaptation des romans de Stephenie Meyer qui est sortie en janvier 2009 dans laquelle il interprète James, le méchant vampire. Ce rôle lui permet de recevoir, pour la deuxième fois, le prix du Meilleur combat avec Robert Pattinson pour le film Twilight, chapitre I : Fascination aux MTV Movie Awards. Outre cette récompense, ce film lui vaut de signer plusieurs contrats afin de s'imposer dans le domaine du cinéma. Dans le même temps, il est à l'affiche, en tant que second rôle, de la comédie dramatique American Crude avec notamment Michael Clarke Duncan et Jennifer Esposito et reçoit le Young Hollywood Awards de l'acteur à surveiller.

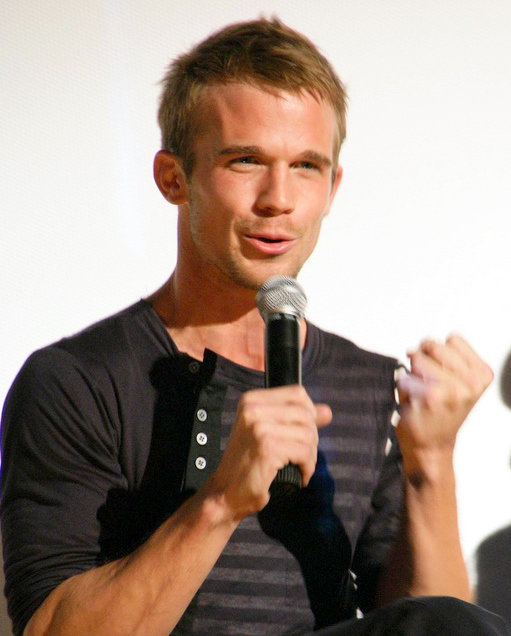
En octobre 2008.

Cam Gigandet attire l'attention d'Oliver Stone qui le fait jouer dans Pinkville avec Bruce Willis ; le projet est cependant suspendu à cause de la grève des scénaristes américains. 2009 toujours, il est à l'affiche du nouveau film d'horreur de David S. Goyer, Unborn, cette production, dans laquelle il donne la réplique à Odette Annable, Meagan Good et Gary Oldman, rencontre un certain succès au box office, en dépit d'un accueil critique très largement défavorable.
En septembre 2009 sort le film de science fiction Pandorum dans lequel il donne la réplique à Dennis Quaid, qui signe une contre-performance au box office et déçoit la critique,.
Il peut compter sur l'année 2010 pour renouer avec le succès, il apparaît dans plusieurs films : D'abord la comédie dramatique Easy Girl avec Emma Stone et Amanda Bynes, réel plébiscite critique et public, le thriller dramatique The Experiment avec Adrien Brody et Forest Whitaker, vient ensuite l'indépendant drame romantique Five Star Day dans lequel il joue le rôle titre et enfin, la comédie musicale Burlesque avec Christina Aguilera et Cher qui rencontre son public et séduit également la profession,.

#### Alternance cinéma et télévision

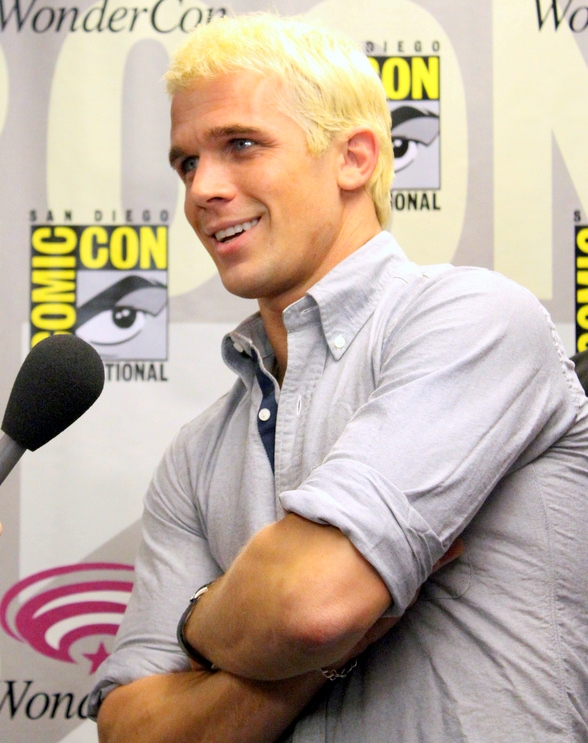
Lors de la convention WonderCon 2011.

En 2011, il est apparu dans le thriller The Roommate, aux côtés de Minka Kelly et de Leighton Meester, son interprétation lui vaut une citation pour le Teen Choice Awards du meilleur acteur dans un film dramatique. La même année, il était à l'affiche du film de science fiction Priest avec Paul Bettany. En novembre 2011, il livre une très solide prestation dans le thriller Effraction où figurent notamment Nicolas Cage et Nicole Kidman.
2012 marque un retour à la télévision pour l'acteur : il est supposé tenir l'un des rôles principaux de la série dramatique sur fond de western, The Tin Star avec l'actrice mexicaine Ana de la Reguera et la canadienne Karen Allen, mais le projet n'est pas retenu,. Sort discrètement, au cinéma, cette même année, le drame indépendant Making Change dans lequel il donne la réplique à Steve Guttenberg.
Il incarne ensuite le héros du téléfilm de guerre Seal Team 6: The Raid on Osama Bin Laden qui suit le raid des forces spéciales américaines contre Oussama ben Laden, en 2011 au Pakistan. Une production citée lors des Primetime Emmy Awards 2013. 2013 encore, il seconde Emily Browning pour le thriller érotique Plush qui est un échec cinglant et il décroche un second rôle dans le thriller dramatique indépendant Free Ride, produit et joué par Anna Paquin.
2014 est une année chargée pour l'acteur : Au cinéma, il incarne le héros du thriller d'action Red Sky, il est l'une des têtes d'affiche de la comédie potache mal reçue, Bad Johnson aux côtés de Jamie Chung, ensuite il seconde Gina Carano dans le film d'action Out of Control et enfin, il donne la réplique à Kelly Blatz, Richard Jenkins et Kim Basinger pour le drame sportif One Square Mile. Côté télévision, il joue dans le téléfilm Une inquiétante baby-sitter avec India Eisley et porte l'éphémère série judiciaire Reckless : La Loi de Charleston, rapidement annulée, faute d'audiences suffisantes.
En 2016, l'acteur revient dans le film salué Les Sept Mercenaires avec notamment, Denzel Washington, Chris Pratt et Ethan Hawke. Il s'agit d'un remake du film du même nom sorti en 1960 et réalisé par John Sturges, lui-même inspiré du film Les Sept Samouraïs (1954) d'Akira Kurosawa. Il poursuit aussi dans le cinéma indépendant avec le thriller Broken Vows, dont il est l'une des vedettes aux côtés de Wes Bentley et Jaimie Alexander.
Deux ans après Reckless, Cam Gigandet choisit de revenir en tête d'affiche d'une série télévisée avec la dramatique Ice dans laquelle il donne la réplique à Ray Winstone et Jeremy Sisto. Tout en continuant à jouer pour le cinéma, il est à l'affiche des films d'action The Shadow Effect (sorti sous forme de téléfilm en France) avec Jonathan Rhys-Meyers ainsi que Black Site Delta, deux productions passées relativement inaperçues.
Ice s'arrête au bout de deux saisons, dans l'indifférence. L'acteur participe ensuite au thriller Mensonges et trahisons de la plateforme Netflix, donnant la réplique à Camila Mendes, Jessie Usher et Jamie Chung.

### Vie privée
Il a eu le 14 avril 2009 une fille qui se prénomme Everleigh Ray Gigandet, puis un fils le 23 janvier 2013 qui se prénomme Rekker Radler Gigandet, avec Dominique Geisendorff, sa compagne depuis 2007. En juillet 2015, Cam et sa femme attendent leur troisième enfant, une petite fille. Sa femme donne naissance le 30 novembre 2015 à une petite Armie Heartly Gigandet,. Cam et Dominique se sont séparés en mai 2022 ; depuis, l'acteur est en couple avec l'actrice Hannah James (en).

## Filmographie

### Cinéma
- 2004 : Mistaken (court métrage) d'Eric Colley : Joe
- 2007 : Who's Your Caddy? de Don Michael Paul : Mick
- 2007 : On the Doll de Thomas Mignone : Shawn
- 2008 : Never Back Down de Jeff Wadlow : Ryan McCarthy
- 2008 : American Crude de Craig Sheffer : Kip Adams
- 2008 : Twilight, chapitre I : Fascination (Twilight) de Catherine Hardwicke : James
- 2009 : Unborn (The Unborn) de David S. Goyer : Mark Hardigan
- 2009 : Pandorum de Christian Alvart : Gallo
- 2009 : Five Star Day de Danny Buday : Jake Gibson
- 2010 : The Experiment de Paul Scheuring : Chase
- 2010 : Easy Girl de Will Gluck : Micah
- 2010 : Burlesque de Steve Antin : Jack
- 2011 : The Roommate de Christian E. Christiansen : Stephen Morterelli
- 2011 : Priest de Scott Stewart : Hicks
- 2011 : Effraction (Trespass) de Joel Schumacher : Jonah Collins
- 2012 : Making Change de Wesley Wittkamper : Bishop
- 2013 : Plush de Catherine Hardwicke : Carter
- 2013 : Free Ride de Shana Betz : Ray
- 2014 : Red Sky de Mario Van Peebles : Butch Masters
- 2014 : Bad Johnson de Huck Botko : Rich Johnson
- 2014 : In the Blood de John Stockwell : Derek Grant
- 2014 : One Square Mile de Charles-Olivier Michaud : Wes Jacobs
- 2016 : Les 7 mercenaires d'Antoine Fuqua : Mccann
- 2017 : The Shadow Effect de Obin Olson & Amariah Olson : Gabriel Howarth
- 2017 : Black Site Delta de Jesse Gustafson : Jake
- 2019 : Assimilate de John Murlowski : Le député Josh Haywood
- 2020 : Mensonges et trahisons de Michael M. Scott : Mickey Hayden
- 2021 : Sans aucun remords (Without Remorse) de Stefano Sollima : Keith Webb
- 2022 : Violent Night de Tommy Wirkola : Morgan Steele
- 2024 : The Tower de Adam Sigal
- 2024 : Mafia Wars de Scott Windhauser : Griff
- 2025 : Love Hurts de Jonathan Eusebio

### Télévision

#### Téléfilms
- 2012 : Seal Team 6: The Raid on Osama Bin Laden de John Stockwell : Stunner
- 2014 : Une inquiétante baby-sitter (Nanny Cam) de Nancy Leopardi : Mark Kessler
- 2016 : Dangereuse attraction (Broken Vows) de Bram Coppens : Michael

#### Séries télévisées
- 2003 : Les Experts (CSI: Crime Scene Investigation) : Mark Young (1 épisode)
- 2004 : Les Feux de l'amour (The Young and the Restless) : Daniel Romalotti Jr. (7 épisodes)
- 2005 : Jack et Bobby : Randy Bongard (5 épisodes)
- 2005-2006 : Newport Beach (The O.C.) : Kevin Volchok (rôle récurrent - 15 épisodes)
- 2012 : The Tin Star : Jake Flynn (pilote non retenu)
- 2014 : Reckless : Roy Rayder (rôle principal - 13 épisodes)
- 2016-2018 : Ice : Jake Green (rôle principal - 20 épisodes)

## Distinctions
Sauf indication contraire ou complémentaire, les informations mentionnées dans cette section proviennent de la base de données IMDb.

### Récompenses
- MTV Movie & TV Awards 2008 : Meilleur baston pour Never Back Down, prix partagé avec Sean Faris
- Young Hollywood Awards 2008 : Acteur à surveiller
- MTV Movie & TV Awards 2009 : Meilleur baston pour Twilight, prix partagé avec Robert Pattinson
- 11e cérémonie des Teen Choice Awards 2009 : 
  - Meilleur bagarre dans un film pour Twilight, prix partagé avec Robert Pattinson
  - Meilleur méchant dans un film pour Twilight

### Nominations
- Scream Awards 2009 : Meilleur méchant pour Twilight
- 13e cérémonie des Teen Choice Awards 2011 : Meilleur acteur dans un film dramatique pour La colocataire

## Voix françaises
En France, Axel Kiener est la voix la plus régulière de Cam Gigandet. Tanguy Goasdoué l'a également doublé à trois reprises.
En France
| - Axel Kiener dans : - Never Back Down - Twilight, chapitre I : Fascination - Burlesque - Effraction - Reckless : La Loi de Charleston (série télévisée) - Violent Night - Tanguy Goasdoué dans : - Newport Beach (série télévisée) - Unborn - Out of Control - David Van de Woestyne dans : - Easy Girl - The Roommate - Pierre-Henri Prunel dans : - Two Sinners and a Mule - Mafia Wars | Et aussi - Éric Aubrahn dans Jack et Bobby (série télévisée) - Fabrice Josso dans The Experiment - Damien Ferrette dans Priest - Alexis Victor dans Une inquiétante baby-sitter (téléfilm) - Igor Chometowski dans Les Sept Mercenaires - Franck Sportis dans Tueur programmé - Jean Rieffel dans Mensonges et Trahisons - Michelangelo Marchese dans Braquage de maître |